# Henry Jackman
Henry Jackman (né en 1974 à Hillingdon) est un compositeur de musique de film et de jeu vidéo travaillant au studio Remote Control Productions.
Il étudia au Eton College et à l'Université d'Oxford.

## Filmographie

### Cinéma
- 2009 : Monstres contre Aliens (Monsters vs. Aliens) de Rob Letterman et Conrad Vernon
- 2010 : Henri 4 de Jo Baier (cocompositeur avec Hans Zimmer)
- 2010 : Kick-Ass de Matthew Vaughn
- 2010 : Les Voyages de Gulliver (Gulliver's Travels) de Rob Letterman
- 2011 : Winnie l'ourson (Winnie the Pooh) de Stephen J. Anderson et Don Hall
- 2011 : X-Men : Le Commencement (X-Men: First Class) de Matthew Vaughn
- 2011 : Le Chat Potté (Puss in Boots) de Chris Miller
- 2012 : Dos au mur (Man on a Ledge) d'Asger Leth
- 2012 : Abraham Lincoln, chasseur de vampires (Abraham Lincoln: Vampire Hunter) de Timur Bekmambetov
- 2012 : Les Mondes de Ralph (Wreck-It Ralph) de Rich Moore
- 2013 : G.I. Joe : Conspiration (G.I. Joe: Retaliation) de Jon Chu
- 2013 : C'est la fin (This Is the End) de Jeff Wadlow
- 2013 : Turbo de David Soren
- 2013 : Kick-Ass 2 de Jeff Wadlow
- 2013 : Capitaine Phillips (Captain Phillips) de Paul Greengrass
- 2014 : Captain America : Le Soldat de l'hiver  (Captain America: The Winter Soldier) d’Anthony et Joe Russo
- 2014 : Les Nouveaux Héros (Big Hero 6) de Don Hall et Chris Williams
- 2014 : L'Interview qui tue ! (The Interview) de Seth Rogen et Evan Goldberg
- 2014 : Kingsman : Services secrets (Kingsman: The Secret Service) de Matthew Vaughn
- 2015 : Pixels de Chris Columbus
- 2016 : La 5ème Vague (The 5th Wave) de J Blakeson
- 2016 : The Birth of a Nation de Nate Parker
- 2016 : Captain America: Civil War d’Anthony et Joe Russo
- 2016 : Jack Reacher: Never Go Back d’Edward Zwick
- 2017 : Kong: Skull Island de Jordan Vogt-Roberts
- 2017 : Kingsman : Le Cercle d'or (Kingsman: The Golden Circle) de Matthew Vaughn
- 2017 : Jumanji: Bienvenue dans la jungle (Jumanji: Welcome to the Jungle) de Jake Kasdan
- 2018 : L'Épreuve du feu (Trial by Fire) d'Edward Zwick
- 2018 : The Predator de Shane Black
- 2018 : Ralph 2.0 de Rich Moore et Phil Johnston
- 2019 : Io de Jonathan Helpert
- 2019 : Pokémon : Détective Pikachu (Pokémon: Detective Pikachu) de Rob Letterman
- 2019 : Mosul de Matthew Michael Carnahan.
- 2019 : Jumanji: Next Level de Jake Kasdan
- 2019 : Manhattan Lockdown (21 Bridges) de Brian Kirk
- 2020 : Tyler Rake (Extraction) de Sam Hargrave
- 2021 : Cherry d'Anthony et Joe Russo
- 2022 : The Gray Man d'Anthony et Joe Russo

### Courts métrages
- 2008 : Kung Fu Panda : Les Secrets des cinq cyclones (Kung Fu Panda: Secrets of the Furious Five) de Raman Hui
- 2009 : Monsters vs Aliens: Mutant Pumpkins from Outer Space de Peter Ramsey
- 2009 : Kung Fu Panda : Bonnes fêtes (Kung Fu Panda Holiday) de Tim Johnson
- 2011 : Small Fry d'Angus MacLane
- 2012 : Puss in Boots: The Three Diablos de Raman Hui

### Jeux vidéo
- 2015 : Just Cause 3
- 2016 : Uncharted 4: A Thief's End
- 2017 : Uncharted: The Lost Legacy

## Musiques additionnelles
- 2006 : Da Vinci Code de Ron Howard (musique de Hans Zimmer) (programmation et arrangements additionnels)
- 2006 : Pirates des Caraïbes : Le Secret du coffre maudit (Pirates of the Caribbean : Dead Man's Chest) de Gore Verbinski (musique de Hans Zimmer) (musiques additionnelles)
- 2006 : The Holiday de Nancy Meyers (musique de Hans Zimmer) (musiques additionnelles, musicien : piano)
- 2007 : Pirates des Caraïbes : Jusqu'au bout du monde (Pirates of the Caribbean: At World's End) de Gore Verbinski (musique de Hans Zimmer) (musiques additionnelles)
- 2007 : Les Simpson - Le Film (The Simpsons Movie) de David Silverman (musique de Hans Zimmer) (musiques additionnelles)
- 2008 : Angles d'attaque (Vantage Point) de Pete Travis (musique d'Atli Örvarsson) (musiques additionnelles)
- 2008 : Kung Fu Panda de Mark Osborne et John Stevenson (musique d'Hans Zimmer et John Powell) (musiques additionnelles)
- 2008 : Hancock de Peter Berg (musique de John Powell) (musiques additionnelles)
- 2023 : Mario de Aaron Horvath et Michael Jelenic (musique de Hans Zimmer, Harry-Gregson Williams et John Powells) (musiques additionnelles)